# Kadohadacho
Kadohadacho / Kä'dohadä'cho, = Veliki poglavice "Great Chiefs"; Caddo vlastitti/ je pleme Indijanaca s Red Rivera u Louisiana, članovi su istoimene konfederacije, porodice Caddoan. 
Po jeziku srodni su plemenima Hainai (ne smiju se pobrkati s konfederacijom Hasinai) i Anadarko. Njihov jezik je jedan od dva narječja kojima danas govore Caddo Indijanci u Oklahomi. 
Tijekom zadnje četvrtine 18. stoljeća (1790-ih) Kadohadachi napuštaju svoja sela u sjeverozapadnoj Louisiani i naseljavaju se nedaleko svojih srodnika Natchitoches. Ova seoba u stvari je bijeg pred Osage Indijancima i lovcima na robove. Nova sela podignuli su između rijeke Sabine i jezera Caddo, uglavnom na granici između Louisiane i Teksasa. 
Početkom 19. stoljeća kao samostalno pleme oni gube značaj. Miješaju se s ostalim plemenima konfederacije i s njima dijele zajedničku nesreću. 
Većina njih ostaje u području Caddo jezera do 1842., ostali odlaze u područje rijeke Brazos u središnjem Teksasu. 
Godine 1855. Caddoan plemena smještena su na rezervat Brazos River. Uz pomoć Robert S. Neighbors-a1859. njih 1.050 preseljeno je ponovno na rezervat Washita River, na Indijanskom Teritoriju (danas Oklahoma).
Tijekom Građanskog rata pleme napušta rezervat te se razilaze po južnom i istočnom Kansasu. 
Vraćaju se 1867. opet na Indijanski Teritorij, na rezervat Wichita. Granice Caddo rezervata označene su tek 1874. Od 1902. godine svaki Caddo Indijanac dobio je vlastito zemljište, a rezervat je otvoren za naseljavanje. Danas oni žive u okrugu Caddo kod Bingera. 
Kadohadacho, kao i ostali članovi konfederacije bili su organizirani po klanovima. Mooney je zapisao 10 ovih klanova, to su:
- Suko (Sunce),
- Kagahanin (Grom)
- Iwi (Orao),
- Kishi (Pantera),
- Oat (Rakun),
- Tao (Dabar),
- Kagaih (Vrana),
- Nawotsi (Medvjed),
- Tasha (Vuk),
- Tanaha (Bizon). Klan Bizon često je nazivan i Koho (Aligator).

Članovi klana koji nose ime dotične životinje istu nisu smjeli ubijati. Ovo pravilo nije vrijedilo za klan Orla, čije se perje koristilo u svetim obredima . Prilikom priprema ubijanja orla morale su se izvoditi posebni obredi i pjevati pjesme. 
Kadohadacho su među nekim plemenima bili poznati pod imenom 'Probušeni Nosovi'. Izvorni nazivi na indijanskim jezicima, su bili:
- kod Čejena (eng. Cheyenne), koji su ih zvali Otä's-itä'niuw' ili Utásĕta) odnosno
- kod Kiowa Indijanaca  Ma'-seip'-kia
- kod Arapaha Tani'bänĕn.

## Vanjske poveznice
- Kadohadacho Indian Tribe
- Kadohadacho Confederacy
- Sha'chahdínnih (Timber Hill): Last Village of the Kadohadacho in the Caddo Homeland